# 唐瀧庄三郎
唐瀧 庄三郎（からたき しょうざぶろう、1865年10月4日〈慶應元年8月15日〉 - 没年不明）は、日本の政治家・慈善家。京都府紀伊郡柳原町長。京都の道路開築の際に土地を寄付した。

## 経歴
1884年1月、柳原戸長役場の筆生となる。1886年3月、同役場用掛。1889年5月、書記。1895年3月、柳原町会議員に選挙される。1901年9月、柳原町長に当選。
塩小路通の道路開築の際にその付近の地所600坪を寄付する。小学校建築の際に建築資金を寄付する。その他公共の事に義捐する。また日本赤十字社分区員、愛国婦人会委員である。

## 人物

### 部落問題
1901年、柳原町長の唐瀧は近畿地方の部落民の結集のために「互親協会」という団体を組織し、機関誌の発行に奔走した。
1906年、柳原町長の唐瀧に対し竹田村長小山七五郎が部落差別発言をした。唐瀧はもちろんこれを放置するはずはなく、柳原町全体の問題として取りあげ、柳原町会が小山七五郎にたいする糾弾をおこない、謝罪状を書かせた。

### 人柄
嗜好は相撲。住所は京都府紀伊郡柳原町。